# Rajd Rzeszowski 2016
25 Rajd Rzeszowski – 25. edycja Rajdu Rzeszowskiego. Był to rajd samochodowy rozgrywany od 4 do 6 sierpnia 2016 roku. Bazą rajdu było miasto Rzeszów. Była to trzecia runda Rajdowych Samochodowych Mistrzostw Polski w roku 2016, i zarazem ósmą rundą Rajdowych Mistrzostw Europy w roku 2016. Organizatorem rajdu był Automobilklub Rzeszowski.

## Zwycięzcy odcinków specjalnych
| Dzień      | Numer odcinka | Nazwa odcinka | Długość  | Zwycięzca odcinka                   | Nr Sam. | Samochód       | Czas    | Śr. pr. | Lider rajdu                         |
| ---------- | ------------- | ------------- | -------- | ----------------------------------- | ------- | -------------- | ------- | ------- | ----------------------------------- |
| 4 sierpnia | OS1           | Rzeszów SSS   | 4.05 km  | Kajetan Kajetanowicz Jarosław Baran | 1       | Ford Fiesta R5 | 3:24.7  | 71.2    | Kajetan Kajetanowicz Jarosław Baran |
| 5 sierpnia | OS2           | Konieczkowa 1 | 8.82 km  | Bryan Bouffier Xavier Panseri       | 2       | Citroën DS3 R5 | 4:51.3  | 109.0   | Kajetan Kajetanowicz Jarosław Baran |
| 5 sierpnia | OS3           | Lubenia 1     | 24.44 km | Kajetan Kajetanowicz Jarosław Baran | 1       | Ford Fiesta R5 | 13:47.0 | 106.4   | Kajetan Kajetanowicz Jarosław Baran |
| 5 sierpnia | OS4           | Chmielnik 1   | 18.75 km | Bryan Bouffier Xavier Panseri       | 2       | Citroën DS3 R5 | 10:34.3 | 106.4   | Kajetan Kajetanowicz Jarosław Baran |
| 5 sierpnia | OS5           | Konieczkowa 2 | 8.82 km  | Kajetan Kajetanowicz Jarosław Baran | 1       | Ford Fiesta R5 | 4:45.1  | 111.4   | Kajetan Kajetanowicz Jarosław Baran |
| 5 sierpnia | OS6           | Lubenia 2     | 24.44 km | Kajetan Kajetanowicz Jarosław Baran | 1       | Ford Fiesta R5 | 13:34.4 | 108.0   | Kajetan Kajetanowicz Jarosław Baran |
| 5 sierpnia | OS7           | Chmielnik 2   | 18.75 km | Kajetan Kajetanowicz Jarosław Baran | 1       | Ford Fiesta R5 | 10:26.7 | 107.7   | Kajetan Kajetanowicz Jarosław Baran |
| 6 sierpnia | OS8           | Korczyna 1    | 24.11 km | Kajetan Kajetanowicz Jarosław Baran | 1       | Ford Fiesta R5 | 13:23.1 | 108.1   | Kajetan Kajetanowicz Jarosław Baran |
| 6 sierpnia | OS9           | Wysoka 1      | 9.14 km  | Kajetan Kajetanowicz Jarosław Baran | 1       | Ford Fiesta R5 | 5:28.1  | 100.3   | Kajetan Kajetanowicz Jarosław Baran |
| 6 sierpnia | OS10          | Zagorzyce 1   | 19.82 km | Kajetan Kajetanowicz Jarosław Baran | 1       | Ford Fiesta R5 | 11:12.9 | 106.0   | Kajetan Kajetanowicz Jarosław Baran |
| 6 sierpnia | OS11          | Korczyna 2    | 24.11 km | Bryan Bouffier Xavier Panseri       | 2       | Citroën DS3 R5 | 13:19.2 | 108.6   | Kajetan Kajetanowicz Jarosław Baran |
| 6 sierpnia | OS12          | Wysoka 2      | 9.14 km  | Bryan Bouffier Xavier Panseri       | 2       | Citroën DS3 R5 | 5:19.9  | 102.9   | Kajetan Kajetanowicz Jarosław Baran |
| 6 sierpnia | OS13          | Zagorzyce 2   | 19.82 km | Bryan Bouffier Xavier Panseri       | 2       | Citroën DS3 R5 | 11:15.2 | 105.7   | Kajetan Kajetanowicz Jarosław Baran |

### Power Stage - OS13
| Miejsce | Kierowca             | Pilot          | Czas    | Strata | Punkty RSMP |
| ------- | -------------------- | -------------- | ------- | ------ | ----------- |
| 1       | Bryan Bouffier       | Xavier Panseri | 11:15.2 | -      | -           |
| 2       | Łukasz Habaj         | Piotr Woś      | 11:17.0 | +1.8   | 3           |
| 3       | Kajetan Kajetanowicz | Jarosław Baran | 11:19.8 | +4.6   | -           |
| 4       | Grzegorz Grzyb       | Robert Hundla  | 11:32.1 | +16.9  | 2           |
| 5       | Filip Nivette        | Kamil Heller   | 11:44.5 | +29.3  | 1           |

## Wyniki końcowe rajdu
| Miejsce | Kierowca             | Pilot              | Samochód               | Czas      | Strata   | Grupa Klasa | Punkty ERC | Punkty RSMP |
| ------- | -------------------- | ------------------ | ---------------------- | --------- | -------- | ----------- | ---------- | ----------- |
| 1       | Kajetan Kajetanowicz | Jarosław Baran     | Ford Fiesta R5         | 2:01:37.1 | -        | RC2         | 25+14      | -           |
| 2       | Bryan Bouffier       | Xavier Panseri     | Citroën DS3 R5         | 2:02:23.1 | +46.0    | RC2         | 18+12      | -           |
| 3       | Grzegorz Grzyb       | Robert Hundla      | Ford Fiesta R5         | 2:05:14.7 | +3:37.6  | RC2 2       | 15+9       | 25+2        |
| 4       | Łukasz Habaj         | Piotr Woś          | Ford Fiesta R5         | 2:05:41.2 | +4:04.1  | RC2 2       | 12+5       | 18+3        |
| 5       | Jakub Brzeziński     | Jakub Gerber       | Ford Fiesta R5         | 2:05:56.5 | +4:19.4  | RC2 2       | 10+7       | 15          |
| 6       | Tomasz Kasperczyk    | Damian Syty        | Ford Fiesta R5         | 2:06:43.2 | +5:06.1  | RC2 2       | 8+3        | 12          |
| 7       | Wojciech Chuchała    | Daniel Dymurski    | Subaru Impreza STi N15 | 2:06:56.8 | +5:19.7  | RC2 2       | 6+2        | 10          |
| 8       | Jarosław Kołtun      | Ireneusz Pleskot   | Ford Fiesta R5         | 2:07:59.8 | +6:22.7  | RC2 2       | 4+1        | 8           |
| 9       | Raul Jeets           | Andrus Toom        | Škoda Fabia R5         | 2:08:20.0 | +6:42.9  | RC2         | 2          | -           |
| 10      | Antonín Tlusťák      | Ivo Vybíral        | Škoda Fabia R5         | 2:11:23.1 | +9:46.0  | RC2         | 1          | -           |
| 11      | Filip Nivette        | Kamil Heller       | Škoda Fabia R5         | 2:12:04.0 | +10:26.9 | RC2 2       | 0+3        | 6+1         |
| 12      | Dariusz Poloński     | Grzegorz Dobosz    | Peugeot 208 R2         | 2:13:23.9 | +11:46.8 | RC4 4       | -          | 4           |
| 13      | Nikołaj Griazin      | Jarosław Fiedorow  | Peugeot 208 R2         | 2:14:07.2 | +12:30.1 | RC4 4       | -          | -           |
| 14      | Jan Chmielewski      | Grzegorz Dachowski | BMW Compact F2000      | 2:15:26.3 | +13:49.2 | Open 2WD    | -          | 2           |
| 15      | Marek Bugajski       | Robert Drożdż      | Citroën C2 R2 Max      | 2:16:04.3 | +14:27.2 | RC4 4       | -          | 1           |